# واسيني الأعرج
واسيني الأعرج (ولد في 8 أغسطس 1954 بقرية سيدي بوجنان الحدودية - تلمسان) جامعي وروائي جزائري. يشغل اليوم منصب أستاذ كرسي في جامعة الجزائر المركزية وجامعة السوربون في باريس. يعتبر أحد أهمّ الأصوات الروائية في الوطن العربي.
على خلاف الجيل التأسيسي الذي سبقه، تنتمي أعمال واسيني، الذي يكتب باللغتين العربية والفرنسية، إلى المدرسة الجديدة التي لا تستقر على شكل واحد وثابت، بل تبحث دائمًا عن سبلها التعبيرية الجديدة والحية بالعمل الجاد على اللغة وهز يقينياتها. إن اللغة بهذا المعنى، ليست معطى جاهزًا ومستقرًا ولكنها بحث دائم ومستمر.
إن قوة واسيني التجريبية التجديدية تجلت بشكل واضح في روايته التي أثارت جدلاً نقدياً كبيرًا، والمبرمجة اليوم في العديد من الجامعات في العالم[بحاجة لمصدر]: الليلة السابعة بعد الألف بجزأيها: رمل الماية والمخطوطة الشرقية. فقد حاور فيها ألف ليلة وليلة، لا من موقع ترديد التاريخ واستعادة النص، ولكن من هاجس الرغبة في استرداد التقاليد السردية الضائعة وفهم نظمها الداخلية التي صنعت المخيلة العربية في غناها وعظمة انفتاحها.

## الجوائز الأدبية
- في سنة 1997، اختيرت روايته حارسة الظلال (La Gardienne des ombres) ضمن أفضل خمس روايات صدرت بفرنسا، ونشرت في أكثر من خمس طبعات متتالية بما فيها طبعة الجيب الشعبية (Livre de Poche)، قبل أن تنشر في طبعة خاصة ضمت الأعمال الخمسة.
- تحصل في سنة 2001 على جائزة الرواية الجزائرية على مجمل أعماله.
- تحصل في سنة 2006 على جائزة المكتبيين الكبرى عن روايته: كتاب الأمير، التي تمنح عادة لأكثر الكتب رواجا واهتماما نقديا، في السنة.
- تحصل في سنة 2007 على جائزة الشيخ زايد للكتاب (فئة الآداب).
- تحصل في سنة 2010 على الدرع الوطني لأفضل شخصية ثقافية من اتحاد الكتاب الجزائريين وكذلك على جائزة أفضل رواية عربية عن روايته البيت الأندلسي
- تحصل في سنة 2013 على جائزة الابداع الأدبي التي تمنحها مؤسسة الفكر العربي ببيروت عن روايته أصابع لوليتا
- تحصل في سنة 2015 على جائزة كتارا للرواية العربية عن روايته مملكة الفراشة
- فاز في سنة 2023 بجائزة السلطان قابوس للثقافة والفنون والآداب في دورتها العاشرة ( في مجال الرواية).[6]
- فاز في سنة 2023 بجائزة نوابغ العرب عن فئة الآداب والفنون.[7][8]
- فاز في سنة 2024 بجائزة بجائزة كردستان الذهبية ،ضمن فعاليات مهرجان كلاويز  الثقافي الدولي في دورته الـ27.[9]
- تُرجمت أعماله إلى العديد من اللغات الأجنبية من بينها: الفرنسية، الألمانية، الإيطالية، السويدية، الدانمركية، العبرية، الإنجليزية والإسبانية.

## المؤلفات

### الروايات
1. البوابة الزرقاء (وقائع من أوجاع رجل). دمشق/ الجزائر 1980
2. طوق الياسمين، بيروت 1981 (سلسلة الجيب: الفضاء الحر-2002 Libre Poche )
3. ما تبقى من سيرة لخضر حمروش. دمشق، 1982.
4. نوار اللوز، دار الحداثة، بيروت 1983 - باريس للترجمة الفرنسية 2001.[10]
5. مصرع أحلام مريم الوديعة. دار الحداثة، بيروت، 1984 (سلسلة الجيب: الفضاء الحر-2001 Libre Poche )[11]
6. ضمير الغائب. دمشق 1990- سلسلة الجيب: الفضاء الحر. 2001.[12]
7. الليلة السابعة بعد الألف، الكتاب الأول: رمل الماية. دمشق/الجزائر 1993
8. الليلة السابعة بعد الألف، الكتاب الثاني: المخطوطة الشرقية. دمشق- 2002
9. سيدة المقام، دار الجمل- ألمانيا/الجزائر 1995 (سلسلة الجيب: الفضاء الحر-2001 Libre Poche )
10. حارسة الظلال، الطبعة الفرنسية. 1996- الطبعة العربية 1999 (سلسلة الجيب: الفضاء الحر-2001 Libre Poche ).[13]
11. ذاكرة الماء. دار الجمل- ألمانيا 1997 (سلسلة الجيب: الفضاء الحر-2001 Libre Poche )[14]
12. مرايا الضرير. باريس للطبعة الفرنسية. 1998.
13. شرفات بحر الشمال، دار الآداب. بيروت 2001، باريس للترجمة الفرنسية 2003 (Libre Poche )
14. مضيق المعطوبين. الطبعة الفرنسية.2005 (سلسلة الجيب: الفضاء الحر-2005 Libre Poche )
15. كتاب الأمير. دار الآداب. بيروت. 2005 - باريس للترجمة الفرنسية 2006 (سلسلة الجيب: الفضاء الحر-2006 Libre Poche )
16. سوناتا لأشباح القدس. دار الآداب. بيروت. 2009.
17. البيت الأندلسي، دار الجمل، 2010.
18. جملكية أرابيا، منشورات الجمل، 2011.[15]
19. أصابع لوليتا،دار الآداب،2012[16]
20. مملكة الفراشة، دار الآداب، بيروت، 2013.[17]
21. رماد الشرق، الجزء الأول: خريف نيويورك الأخير، 2013.
22. رماد الشرق، الجزء الثاني: الذئب الذي نبت في البراري، 2013.
23. سيرة المنتهى عشتها كما اشتهتني ضمن سلسلة كتاب دبي الثقافية، 2014.
24. 2084/ حكاية العربي الأخير، المؤسسة الوطنية للفنون المطبعية، الجزائر، 2015.
25. نساء كازانوفا، دار الآداب، بيروت، 2016.
26. مي ليالي إيزيس كوبيا ثلاثمائة ليلة وليلة في جحيم العصفوريّة. دار الآداب. 2017.[18]
27. الغجر يحبون أيضا/ la ùltima corrida de José orano، دار الآداب، بيروت، 2019.[19][20]
28. ليليات رمادة، الجزء الأول: تراتيل ملائكة كوفيلاند، دار الآداب، بيروت، 2021.[21]
29. ليليات رمادة، الجزء الثاني: رقصة شياطين كوفيلاند، دار الآداب، بيروت، 2021.[22]
30. عازفة البيكاديللي، دار الآداب، بيروت، 2022.[23]
31. حيزيا/ زفرة الغزالة الذبيحة، كما روتها لالّة ميرا، دار خيال، الجزائر،2023.[24]
32. كتاب الأمير /غريب الديار، منشورات بغدادي، 2024.[25]

### مجموعات قصصية
1. جغرافية الأجساد المحروقة، مجلة آمال عدد 48/ 1978.( نثار الأجساد المحروقة، منشورات الجمل، بيروت، 2010).[26]
2. ألم الكتابة عن أحزان المنفى، المؤسسة العربية للدراسات والنشر، بيروت 1978.[27]
3. وقع الأحذية الخشنة، دار الحداثة، 1981.[28]
4. أسماك البر المتوحش، منشورات الجمل. 1986.[29]
5. مالطا/ امرأة أكثر طراوة من الماء،منشورات الجمل، 2010.[30]
6. أحميدا المسيردي الطيب، وزارة الثقافة والإرشاد القومي، دمشق، 1982.[31]

### كتب أخرى

##### باللغة الفرنسية
1. Anthologie de la nouvelle Narration Africaine Belle reliure – 1 janvier 1999[32]
2. Kabylie, lumière des sens. غولياس 2000[33]
3. Paroles d'algériens : Ecrire pour résister dans l'Algérie du XXe siècle Livre broché – 22 septembre 2003[34]
4. sur les traces de Cervantès a Alger, waciny laredj, editions alpha,2008[35]

##### باللغة العربية
1. مجموعة رماد مريم، فصول مختارة من السيرة الروائية. الهيئة المصرية العامة للكتاب. 2012.
2. امراة سريعة العطب،دار مداد،2018[36][37]
3. الدرجة الصفر للدولة / من العسكرة إلى الكرنفال، دار خيال، 2019.[38]
4. كيف تكتب الرواية، دار الجيدة للنشر والتوزيع،2021[39][40]
5. دراسات نقدية: المنجز السردي العربي القديم في ضوء المناهج النقدية الحديثة، دار خيال، الجزائر، 2022 .[41]
6. عطر الرواية، هذا أنا كما عرفتني،دار المحيط للنشر،2023.[42]

## أعمال نقدية حول أعماله الأدبية
1. واسينى الأعرج : شعرية السرد الروائي : دراسات / جمال فوغالي.وزارة الثقافة،2007.[43]
2. الكتابة الروائية عند واسيني الأعرج، كمال الرياحي،منشورات كارم الشريف، 2009.[44][45][46]
3. واسيني الأعرج,هكذا تكلم,هكذا كتب، زهرة ديك،دار الهدى للطباعة والنشر والتوزيع،2013.[47]
4. العتبات النصية في روايات واسيني الأعرج، إلهام عبد الوهاب، دار فضاءات. عمان،2018[48][49]
5. واسيني الأعرج في التخييل الروائي وهاجس العالمية - أسئلة المنجز الجمالي والموضوعاتي، رزان ابراهيم،الأهلية للنشر والتوزيع، 2019[50][51][52]
6. التجربة الروائية عند واسيني الأعرج( قضايا النص والمناص)، طبيش حنينة، دار المثقف، الجزائر،2019.
7. Catherine Charruau.Waciny Laredj: l'ombre et la racine.Centre culturel du livre, 2020.[53]
8. الحرب والسرد.. رواية رماد الشرق لواسيني الأعرج نموذجًا، محمد أبوعوف،الهيئة العامة للكتاب،2021.[54][55]
9. كوفيد 19/ من دهشة التبنين إلى سحر التسريد في ليليات رمادة لواسيني الأعرج، أحمد مرشد،الهيئة العامة السورية للكتاب،دمشق،2022.[56][57]
10. إستراتيجيات المتكلم في الرواية: دراسة في المقام والعوالم الممكنة : واسيني الأعرج أنموذجا،أيوب، سهير،سلسلة مرايا السرد،2022.[58]
11. استراتيجية العتبات في روايات واسيني الأعرج، فوزية بوالقندول، دار فهرنهايت451 للنشر والترجمة،2022.[59]
12. إنتاجية الخطاب الروائي عند واسيني الأعرج – قراءات نقدية في أربعة نماذج مختارة-، سامي الوافي،ألفا للوثائق،2023.[60][61]
13. فتنة حيزية،واسيني في مواجهة عاصفة الرمال، زينب ديف، دار خيال،الجزائر،2023.[62]
14. النقد السوسيولوجي للرواية في الجزائر عند واسيني الأعرج، حفيظة بن قانة، دار الباحث 2024.[63]

## أعمال مترجمة
1. La maison andalouse[64]
2. Le livre de l'émir, marcel bois, ACTES SUD (30/03/2009)[65]
3. Les Fantômes de Jérusalem[66]
4. Les Ailes de la reine[67]
5. La gardienne des ombres : Don Quichotte à Alger Livre broché – Grand livre, 1 octobre 2002[68]
6. Die Hüterin der Schatten oder Don Quichotte in Algier Relié – 1 août 1999[69][70][71]
7. Le ravin de la femme sauvage[72]
8. Fleurs d'amandiers Relié – Grand livre, 20 février 2001[73]
9. Les Balcons de la mer du Nord Relié – Grand livre, 23 mai 2003[74]
10. [75]La casa andaluza, Waciny Laredj, las Editoriales Arte y Literatura y Cubaliteraria,
11. كولى ها هم عاشق مى شوند، ترجمة سید حمیدرضا مهاجرانی[76]
12. ترجمة ليليات رمادة للغة الكردية، فينوس فايق، 2024[77]
13. ترجمة البيت الأندلسي باللغة الكردية،اسماعيل صباح،2016[78][79]
14. حكاية العربي الأخير،باللغة الكردية، فيصل هموندي.2019[80]
15. سيدة المقام إلى اللغة الأمازبغية لاله LALLA، صابري سلطان، 2019[81][82]
16. وقع الأحذية الخشنة” باللغة الكردية، بكر درويش،[83]
17. رواية ضمير الغائب، باللغة الكردية، صباح اسماعيل[79][84][85]

## مسرحيات مقتبسة من رواياته
1. مسرحية وقع الأحذية الخشنة: تأليف: واسيني الأعرج، وإخراج: عبد الحفيظ الشريف، مسرح المختار الليبي عام 1999.[86]
2. مسرحية مزغنة 95، مقتبسة من رواية حارسة الظلال، من اقتباس حميد قوري واخراج يحيى بن عمار،2009.[87]
3. مسرحية امرأة من ورق، مقتبسة من رواية أنثى السراب، من اقتباس مراد سنوسي، اخراج صونيا ميكيو،2011 [88][89][90]
4. مسرحية باللغة الأمازيغية بعنوان "تامتوت ني” (هذه المرأة)، مقتبسة من رواية أنثى السراب، من إنتاج المسرح الجهوي لبجاية عبد المالك بوقرموح، من إخراج عمر فطموش،2013.[91]
5. مسرحية الحرب الصامتة ، مقتبسة من رواية مملكة الفراشة، من اقتباس طالب الدوس، من اخراج وسينوغرافيا ناصر عبدالرضا،2017.[92][93][94]
6. مسرحية رمادة 19،مقتبسة من رواية ليليات رمادة، من اقتباس عبد الرزاق بوكبة، إخراج شوقي بوزيد، إنتاج المسرح الوطني محي الدين بشطارزي،2021.[95][96][97]
7. مسرحية نساء كازانوفا، مقتبسة من رواية نساء كازانوفا، اخراج علي جبارة، 2022.[98][99][100]
8. مسرحية مي زيادة، ليالي العصفورية، مقتبسة من رواية مي/ليالي ايزيس كوبيا، اعداد واخراج وسينوغرافيا طلال درجاني، 2023.[101][102].[103][104]

## مقالات
اشتغل الروائي واسيني الأعرج كصحفي في العديد من المجلات والجرائد في الجزائر والوطن العربي:
- مقالات بمجلة فصول،سنة 1996 [107]
- مقالات بمجلة الشارقة الثقافية [108]
- مقالات بمجلة آفاق 1994[109]
- مقالات بمجلة الأقلام ،سنة 1979[110]
- أكثر من 800 مقال، أسبوعي بجريدة القدس العربي [111]
- مقالات بمجلة أثير من أوت 2022 الى أفريل 2023، ساهم بأكثر من 50 مقال.[112][113]
- مقالات بمجلة زهرة الخليج، من جوان 2018 لغاية نوفمر 2019، ساهم بأكثر من 60 مقالا، [114][115]
- مقالات بصحيفة المدينة، ساهم بمقال أسبوعي بداية من سنة 2016 الى سنة 2021[116][117][117][118]

## البرامج والحصص التلفزيونية
- برنامج أهل الكتاب، من اعداد وتقديم واسيني الأعرج، القناة التلفزيونية الوطنية الجزائرية[119][120][121]
- يعد ويقدم حصة اسبوعية بعنوان القلم على القناة الأرضية الجزائرية بداية من سنة 2023 [122][123]

## ملتقيات وندوات حول أعماله
- الملتقى الدولي السادس في تحليل الخطاب "الخطاب الروائي عند واسيني الأعرج، جامعة قاصدي مرباح ورقلة، 26 و 27 فيفري 2013 م.[124]
- الملتقى الدولي الأول حول مسارات تحول الكتابة الأدبية عند واسيني لعرج، تنظيم مخبر مناهج النقد و تحليل الخطاب، جامعة سطيف، أيام 17/18/19 نوفمبر 2014.[125]
- الندوة الدولية: الرواية والفنون: روايات واسيني الأعرج أنموذجا- الجلسة العلمية الثالثة- رئاسة د. حسين المناصرة (السبت 18-05-2024)[126]
- الملتقى الدولي حول "واسيني الأعرج: روائيا وناقدا “يومـــــــي 04و05نوفمبر2024، قسم اللغة العربية وآدابها لكلية الآداب واللغات التابعة لجامعة أمحمد بوقرة بومرداس.[127]

## وصلات خارجية
- واسيني الأعرج على موقع أرشيف الشارخ
- واسيني الأعرج على موقع المكتبة المفتوحة (الإنجليزية)